# Jaroslav Máslo
Jaroslav Máslo (?, Dolní Radechová - 1980) byl středoškolský pedagog a 4. děkan Pedagogické fakulty v Hradci Králové.

## Životopis
O narození a předchozím životě Jaroslava Másla není nic známo. Pravděpodobně vystudoval obecnou školu reálnou v Náchodě. Vstoupil do Komunistické strany Československa. Po odstranění ředitele Miloslava Hlaváčka roku 1951 nastoupil jako ředitel na jedenáctiletou střední školu v Náchodě (později gymnázium). Během pražského jara není vyhozen, nicméně není doporučen na člena „obrozeného“ krajského výboru strany. Stále však zůstává na místě ředitele.
Dne 1. února 1971 opouští místo ředitele gymnázia a nastupuje (bez vysokoškolského titulu) jako děkan Pedagogické fakulty v Hradci Králové. Stranou byl vybrán, aby pomohl fakultě od všech „nepřátelsky se projevujících“ postojů. V listopadu 1971 je zatčen jeho syn, student fakulty Jaroslav Máslo mladší, který se s dalšími dvěma studenty dopouštěl protistátních výroků. Odsouzeni byli v procesu k nepodmíněným trestům od dvanácti do osmnácti měsíců. Tato událost se stala nejspíše záminkou k rezignaci Jaroslava Másla staršího, který tak učinil 23. března 1972. Na jeho místo byl zvolen prof. František Krejčí z Vysoké školy chemicko-technologické v Pardubicích.
Dne 27. března 1979 byl na Pedagogické fakultě jmenován mimořádným profesorem.
Zemřel náhle o prázdninách 1980. Jeho vilu v Dolní Radechové pak zdědil jeho syn Jaroslav, který v ní ustanovil disidentskou ekologickou skupinu.